# Hôtel militaire des Bleuets
L’hôtel militaire des Bleuets est un hôtel particulier situé Place aux Bleuets à Lille, dans le département du Nord.
Ce site est desservi par la station de métro Gare Lille Flandres.

## Histoire
L'hôtel doit sa dénomination à un ancien orphelinat créé en 1489, nommé la maison de La Grange, du nom de son fondateur, et dite des Bleuets à partir de 1660, en raison de la tenue bleue portée par les enfants. Il devient ensuite successivement un bureau de poinçon en 1740, un hôpital militaire en 1752, un collège municipal de 1781 à 1791, un magasin d'effets militaires en 1791, un collège de 1845 à 1852, puis un établissement à vocation militaire, aujourd'hui encore Centre d'information et de recrutement des forces armées (CIRFA) pour l'armée de terre.
Ce bâtiment fait l’objet d’une inscription au titre des monuments historiques depuis le 23 décembre 1926.